# Манастир Тамница
Манастир Тамница средњовековни је српски манастир у саставу Епархије рашко-призренске Српске православне цркве. Манастирска црква је подигнута у част Свете мати Параскеве на основама рановизантијске базилике. Највероватније потиче из 14. века, мада поузданих података о времену када је подигнут нема.
Током свог постојања манастир је више пута пустошен и обнављан. Задњи пут то је обновљен; 60-тих и 90-тих година 20. века кад је реновиран горњи део и обновљена унутрашњост манастирске цркве.
Највише народа у манастиру окупља се, сваке године 8. августа за празник Свете мати Параскеве, и за Велики петак, када верници присуствују царским часима.

## Положај и заштита
Манастир се налази на узвишењу које доминира изнад села Доње Речане, удаљеном 5 km од Косовске Каменице, на истоку Косова и Метохије, Србија.
Црква је дуго била без крова и сводова, што је довело до великих оштећења фрескодекорације у унутрашњости. Привремена надстрешница постављена је 1957. године, а 1968. обављена су прва археолошка ископавања на простору храма. Тренутно бригу о манастиру и његовој заштити води  Покрајински завод за заштиту споменика културе - Приштина, канцеларија у Лепосавићу.

## Историја
Манастирска црква највероватније је изграђена у 14. веку на темељима рановизантијске базилике. Име је добила по оближњој средњовековној тамници, чији остаци су у непосредној близини и данас видљиви. Према наводима професора Милорада Филића у кули поред тамнице, затварана је и мучена непослушна раја.
Позната је и као "Речани" и "Тамница" или "Тавница"- назив који је добила по рушевинама оближње куле у коју је према локалном предању затварана властела која је пала у немилост цара Душана. Међутим, каснијим археолошким истраживањима установљено је да кула настала у периоду након Душанове владавине, у 15. веку, као и да је највероватније коришћена у одбрамбене сврхе. Претпоставља се да је црква била посвећена Светом Николи, на основу трагова сликарства које се очувало у лунети над улазом у цркву. У српској цркви у Стоном Београду (Секесфехервар) у Мађарској, сачуван је рукопис Молитвеног канона Пресвете Богородице, који је преписан „руком игумана Никодима јеромонаха и јереја Максима и све братије у манастиру Теумници за владавине Сулејмана“.
У турском попису са краја 15. века, помиње се манастир Светог Николе у Хајновцима; ипак, досадашња археолошка ископавања нису открила трагове постојања манастирског конака око храма, нити се манастирско имање помиње у каснијим турским дефтерима, те се претпоставља да је манастир убрзо и опустео.
Историја манастира није детаљно истражена, а на основу сачуваних и реконструисаних остатака закључено је да је током вишевековног постојања више пута пустошен и обнављан.

## Изглед
Манастирски комплекс састоји се од цркве, звоника и парохијског дома. Препокривена је кровом на две воде, на чијем калкану се налази метални крст. У цркву се улази кроз двокрилна дрвена врата са западне стране кроз припрату, на коју се раније настављао трем. Црква је зидана ћелијасто, од тесаних камених блокова и опеке.
У црквеној порти налази се и звоник који је дрвене конструкције и парохијски дом. Са свих страна цркве је некада била окружена бедемом, од кога се данас виде само остаци.
Истраживања на подручју куле спроведена су 1992. године, а три године касније и кула и црква су изнова истражене и том приликом су откривена и два зидана гроба у јужном броду храма. С обзиром да је онај у западном делу брода репрезентативнији, и да се у његовој близини налазе фрагменти ктиторске композиције, претпоставља се да су управо у њему били похрањени остаци ктитора. О њему немамо никаквих података, али се према очуваним деловима његовог портрета може закључити да је био високи великодостојник који је могао носити титулу деспота или севастократора.
Необичне просторне структуре, црква се састоји из два брода, северног, који је шири и јужног, који је по свој прилици имао улогу надгробног параклиса. Оба брода се на источним крајевима завршавају изнутра полукружним, споља полигоналним апсидама. Црква је зидана алтернацијом камена и опеке, и по начину њиховог слагања, истичу се сличности са Богородичином црквом у Липљану. Фасаде обе цркве су украшене низовима од три аркаде једнаке висине на бочним странама, а како се налазе у релативној близини и како су обе саграђене на остацима ранијих византијских базилика, постоји претпоставка да је "Тамница" рађена управо по узору на липљанску цркву. Такође, постоји и могућност да су исти градитељи заслужни за обе цркве.
- Спољашњи изглед цркве
- Југозападна фасада
- Јужна фасада
- Југоисточна фасада

## Фрескодекорација
Унутрашњост цркве била је фрескописана. Од некадашње фрескодекорације сачувани су само остаци појединих фресака, углавном представе стојећих фигура светитеља. У цркви се налази и осликани дрвени иконостас новијег датума.
- Део фрескодекорације цркве
- Живопис матријарх Сара
- Живопис пророк Мелхиседех
- Живопис Пророци Мелхиседех и Самуило